# 侯腾

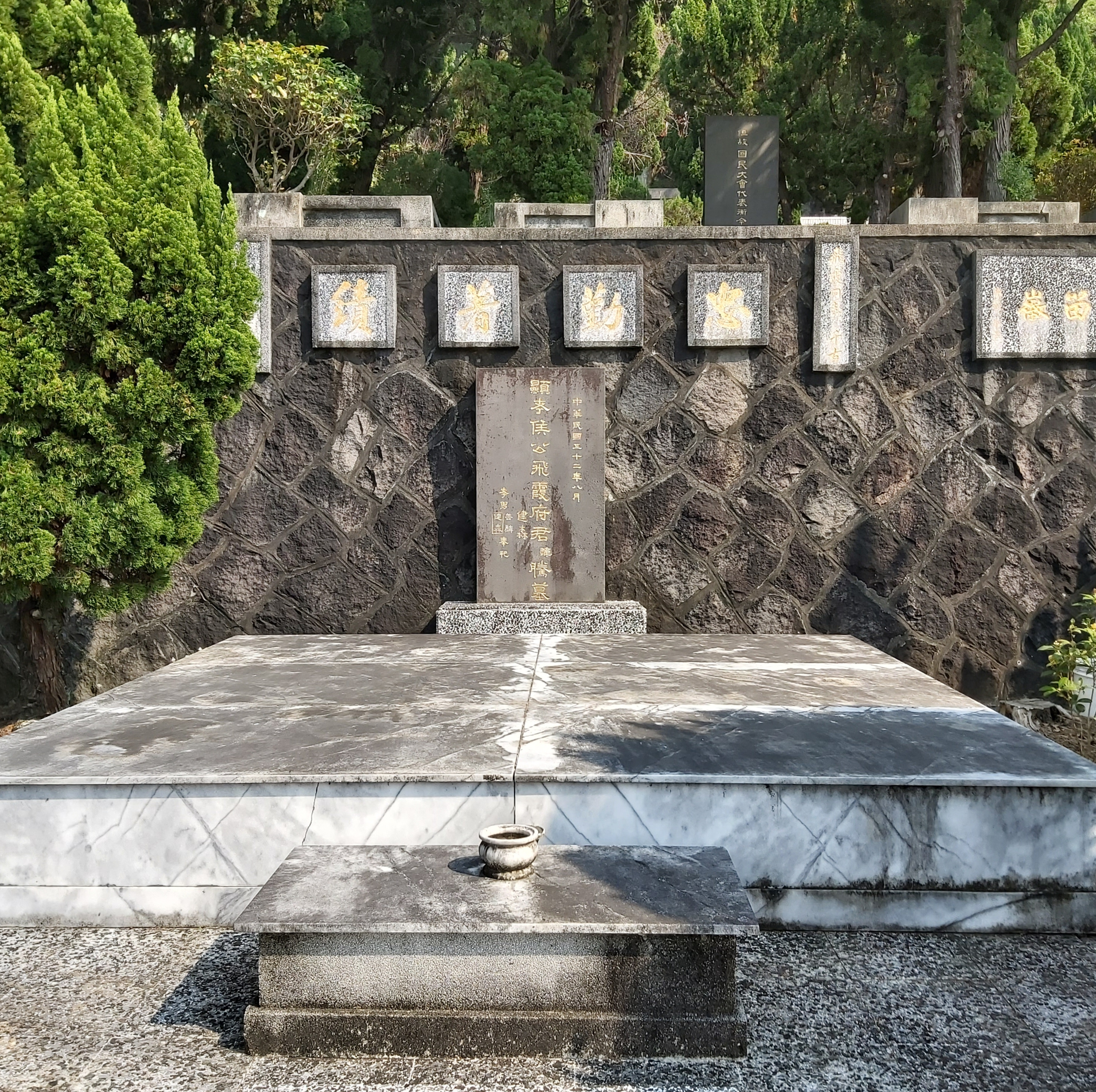
陽明山第一公墓境內的侯騰墓

侯腾（1907年1月18日—1963年7月16日），号飞霞，湖北礼山县河口镇（今属大悟县）人。国民革命军陆军中将。中华民国国防部第二厅厅长。

## 生平
黄埔军校第六期毕业。历任排长、连长、营长、团长、陆军大学正十期毕业后留校任班主任、教官、主任编译、处长、第五军参谋。美国陆军参谋指挥学院正则班1938年毕业。1941年8月初组建国民政府军事委员会驻滇参谋团，林蔚上将为团长，萧毅肃为参谋处长，参谋处副处长侯腾。
1941年12月9日，参谋团参谋处副处长侯腾任中国驻印缅军事代表，在丹尼斯的陪同下出使缅甸，将《中英联军缅南会战计划》面致驻缅英军总司令胡敦中将。1941年12月15日，侯腾到达仰光，向胡敦提交了《中英联军缅南会战计划》。1942年任中国远征军联络处处长。后任国民政府军事委员会军令部第二厅副厅长兼代厅长、中华民国驻美国大使馆武官。
1946年9月归国，接替龚愚，任国防部第二厅副厅长、代厅长、厅长等职。
- 厅长办公室：办公室主任李崇诗（军统）/汪启超。副主任郑兆一。专员若干人。下设人事组（刘子英）、财务组（何大忠）、总务组（陈长健）、文书组。
- 第一司：1946年5月为军统的掩护机构。副厅长张炎元挂名兼司长。魏大铭挂名副司长。1946年7月改为国防部保密局。
- 第二司：1946年5月由军令部二厅改编。司长杜逵
  - 第一处（政策计划）：处长曹士潋（贺耀组女婿）
  - 第二处（宣传）：处长杜武
  - 第三处（国内情报）：处长钮先铭/仲伟成。
  - 第四处（美英情报）：处长唐君伯
  - 第五处（苏联情报）：处长叶楠
  - 第六处（保密防谍）：处长罗杏芳/王仲甫
  - 第七处（电讯）：处长陈祖舜。负责情报电讯（情报电台）、（敌方）电讯情报
  - 第八处（日本战俘和日侨遣返、档案资料）：处长王丕承

第一次改组二厅时，成立技术研究室：主任王俊杰，副主任谢朝彰和肖坚白。1947年4月第二次改组第二厅。第七处情报电讯业务及其经办人员和通讯总台合并组建成通讯总所。电讯情报业务包括侦测、监督和监察工作及其经办人员移并到技术研究室，主任魏大铭。副主任冉一鹤和林国人。侦测总台(后改名为电讯总台)台长于炽生。顾问黄季弼、杨肆。工作重点的第三(中文破译)科集中了100余人。钟逢甲主持日本技术人员的破译组。
1947年11月中旬，郑介民升任国防部次长，侯腾接任第二厅厅长，既不是军统也不是中统，作为蒋中正的第三条谍报系统，曾士征、叶楠升任副厅长。但有关第二厅的事情，蒋介石仍向郑介民询问并不断给其发指示，而很少直接指挥侯腾。成立国防部反情报队。到1948年初，国军各层级的G-2系统基本上建立起来，由国防部第二厅第三处主持其事。魏大铭升任副厅长。1948年秋在第二厅本部增设外勤组，集中管理除技术研究室和通讯总所以外各个处的外勤单位；厅属各处集中精力整理和研判情报资料。1948年冬，二厅的情报军官训练班（教务主任汪子清)扩大为国防部情报学校，由厅长侯腾兼任校长，沈蕴存任教育长并主持校务。1949年1月第二厅又在外勤组的基础上成立了新的第七处，扩大管理外勤工作的范围涵盖了将原技术研究室和通讯总所(后再次缩编为通讯总台)主管的外勤工作。
1949年赴台湾，任中華民國國防部副部长，国防大学首任校长。1954年8月13日调任國防部戰略計畫研究委員會主任委員，总统府战略顾问委员会委员等。